# Hans Albrecht Moser
Hans Albrecht Moser (* 7. September 1882 in Görz, Österreich-Ungarn; † 27. November 1978 in Bern) war ein Schweizer Schriftsteller und Klavierlehrer.

## Leben
Hans Albrecht Moser wurde 1882 als Sohn des Fabrikanten Johann Adolf Moser, eines Auslandschweizers, in Görz, dem heutigen Gorizia, das damals zur k.u.k. Doppelmonarchie gehörte, geboren. Als er 15 Jahre alt war, übersiedelte seine Familie in die Schweiz, wo er das Gymnasium in Bern absolvierte. Danach studierte er Musik in Basel, Köln und Berlin. Ab 1911 arbeitete er als Klavierlehrer in Bern. 
Moser gehörte zum Freundeskreis von Hermann Hesse, der ihn in seiner Erzählung Die Morgenlandfahrt unter dem Pseudonym Hans Resom auftreten lässt. Mit Ausnahme weniger kurzer Auslandsaufenthalte – etwa in Worpswede oder Rom – lebte Moser bis zu seinem Tod in Bern.
Zum Schreiben kam Moser spät. Sein Erstlingswerk, der Erzähl- und Aphorismenband Die Komödie des Lebens, erschien 1926. In seinem 1955 veröffentlichten literarischen Hauptwerk Vineta, dem über 1000-seitigen „Roman aus alter Zeit in zwei Teilen“, skizziert er ein pessimistisches Bild der schweizerischen und europäischen Gesellschaft der Nachkriegszeit. Mosers Werke beinhalten zumeist Tagebuchtexte, Aphorismen und Erzählungen, wobei er dazwischen keine klaren Grenzen zieht.
1971 erhält er den Literaturpreis der Stadt Bern. 
Sein Nachlass wird im Schweizerischen Literaturarchiv verwahrt.

## Werke
- Die Komödie des Lebens. Prosa. Amalthea, Wien 1926
- Ein Ende weit gemeinsam. In: Letzte Reife. Neue Folge. Füssli, Zürich 1934
- Das Gästebuch. Prosa, Aphorismen. Huber, Frauenfeld 1935; 2. A. ebd. 1962
- Geschichten einer eingeschneiten Tafelrunde. Huber, Frauenfeld 1935
- Der Kleiderhändler. Erzählung. Bernische Kunstgesellschaft, Bern 1938
- Alleingänger. Erzählungen. Huber, Frauenfeld 1943
- Über die Kunst des Klavierspiels. Scherz, Bern 1947
- Aus dem Tagebuch eines Weltungläubigen. Tschudy, St. Gallen 1954
- Vineta. Ein Gegenwartsroman aus künftiger Sicht. Artemis, Zürich 1955; 2. A. ebd. 1968
- Regenbogen der Liebe. Erzählung. Artemis, Zürich 1959
- Ich und der andere. Ein Tagebuch. Artemis, Zürich 1962
- Erinnerungen eines Reaktionärs. Artemis, Zürich 1965
- Thomas Zweifel. Erzählung. Artemis, Zürich 1968
- Dem Ende zu. Zwei Erzählungen. Gute Schriften (GS 332), Bern 1969
- Aus meinem Nachlass und anderes. Artemis, Zürich 1971
- Der Fremde. Tagebuch eines aphoristischen Lebens. Artemis, Zürich 1973, ISBN 3-7608-0346-6
- Auf der Suche. Betrachtungen und Erinnerungen. Artemis, Zürich 1975, ISBN 3-7608-0394-6
- Zehn Tage Spital oder Gesunde Zivilisation. Tagebuchaufzeichnungen. Rigoletto, Zürich 1980
- Efeu ohne Baum. Gedanken eines Durchschnittsmenschen. Brockmeyer, Bochum 2009, ISBN 978-3-8196-0712-7